# Fissidens subsessilis
Fissidens subsessilis är en bladmossart som beskrevs av Chen Pan-chieh 1943. Fissidens subsessilis ingår i släktet fickmossor, och familjen Fissidentaceae. Inga underarter finns listade i Catalogue of Life.